# Uranglimmer

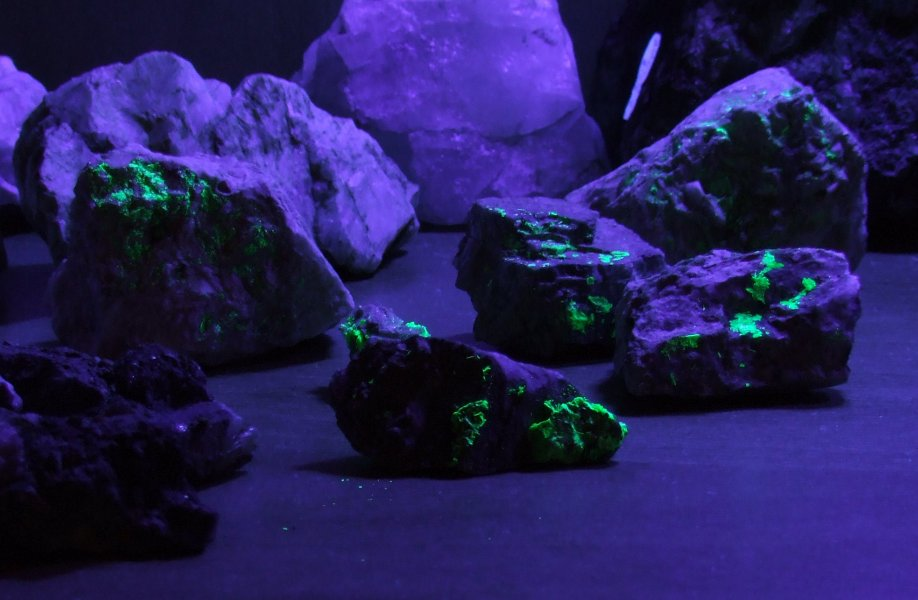
Uranglimmer unter UV-Licht

Uranglimmer sind Minerale des Urans, deren gemeinsame Eigenschaft die sehr gute und feine (blättrige) Spaltbarkeit (Glimmer) und grelle Farbe (Gelb, Grün, Orange, Rot) ist. Einige Uranglimmer können aufgrund der ähnlichen Kristallstrukturen Mischkristalle miteinander bilden oder orientierte Verwachsungen (Epitaxien). Beispielsweise gibt es häufig Kristalle, die im Kern aus Uranocircit bestehen, und einen Rand aus Torbernit haben. Viele Uranglimmer fluoreszieren zudem unter UV-Licht.
Bekannte und häufige Uranglimmer sind unter anderem Autunit, Uranocircit, Torbernit und Zeunerit. Es handelt sich dabei meist um Uran-Phosphate, Uran-Arsenate, Uran-Silikate, Uran-Hydroxide oder Uranate. Es gibt auch einige seltene uranhaltige Selenite und Tellurite, die den Uranglimmern ähnlich sind.